# METTL24
METTL24‏ (Methyltransferase like 24) هوَ بروتين يُشَفر بواسطة جين METTL24 في الإنسان.